# La Partition inachevée
Pour plus de détails, voir Fiche technique et Distribution.
La Partition inachevée (Кад сване дан, Kad svane dan) est un film dramatique franco-serbo-croate réalisé par Goran Paskaljević, sorti en 2012.

## Fiche technique
- Titre : La Partition inachevée
- Titre original : Кад сване дан (Kad svane dan)
- Réalisation : Goran Paskaljević
- Scénario : Filip David et Goran Paskaljević
- Montage : Kristina Pozenel
- Musique : Vlatko Stefanovski
- Photographie : Milan Spasic
- Producteur : Ilann Girard, Goran Paskaljević et Damir Teresak
  - Coproducteur : José María Morales
  - Producteur exécutif : Jelica Rosandic
  - Producteur associé : Philip Zepter, Madeleine Zepter, Milan Marković et Dejan Petković
- Production : Nova Films et Maxima Films
- Distribution : Sophie Dulac Distribution
- Pays d’origine :  France,  Serbie et  Croatie
- Genre : drame
- Durée : 90 minutes
- Dates de sortie :
  -  Serbie : 24 décembre 2012
  -  États-Unis : 6 janvier 2013
  -  France : 26 novembre 2014

## Distribution
- Mustafa Nadarević : Professeur Misa Brankov
- Predrag Ejdus : le rabbin
- Nebojša Glogovac : Malisa
- Meto Jovanovski : Mitar
- Zafir Hadzimanov : Marko Popovic
- Nada Sargin : Marija
- Ana Stefanovic : Hanna
- Olga Odanovic : Izbeglica
- Mira Banjac : Ana Brankov